# Schwarze Vieraugenbeutelratte
Die Schwarze Vieraugenbeutelratte (Philander nigratus) ist eine bisher wenig erforschte Beutelsäugerart aus der Familie der Beutelratten (Didelphidae). Sie ist bisher nur aus einem kleinen Gebiet in den peruanischen Regionen Ayacucho und Junín bekannt und lebt dort in Höhen von 1000 bis 1600 Metern an den östlichen Vorbergen der Anden. Möglicherweise erstreckt sich ihr Verbreitungsgebiet aber über einen größeren Teil der peruanischen Anden.

## Beschreibung
Die bisher vermessenen Exemplare hatten eine Kopf-Rumpf-Länge von 26,5 bis 28 cm und einen 27,5 bis 30 cm langen Schwanz. Der Hinterfuß der Schwarzen Vieraugenbeutelratte ist 4 bis 4,8 cm lang, die Ohren haben eine Höhe von 3 bis 3,5 cm. Das Rückenfell ist einfarbig dunkelgrau, manchmal in der Mitte etwas dunkler, aber niemals mit einem ausgeprägten dunklen Rückenstreifen. Mit Haaren, die 12 bis 17 mm lang sind, ist es relativ kurz und nicht struppig. Das Bauchfell ist grau mit an der Basis grauen Haaren, die helle Spitzen haben. Zwischen den Ohren sind die Kopfhaare bei einigen Exemplaren schwarz, bei anderen grau. Helle Flecke vor der Ohrmuschel sind bei den meisten Exemplaren nicht vorhanden. Der vordere Schwanzabschnitt ist behaart und dunkel, der hintere Teil (≤ ¼) unbehaart, beschuppt und unpigmentiert (weißlich).
Äußerlich unterscheidet sich die Schwarze Vieraugenbeutelratte nur wenig von der Anderson-Vieraugenbeutelratte (Philander andersoni) und McIlhennys Vieraugenbeutelratte (Philander mcilhennyi), beide im westlichen Amazonasgebiet zu Hause. Die Schwarze Vieraugenbeutelratte hat aber immer einen dunklen Streifen auf der Rückenmitte und helle Flecke vor den Ohrmuscheln. Das Rückenfell von McIlhennys Vieraugenbeutelratte ist dagegen schwärzlich, und bei ihr ist die Hälfte bis zwei Drittel des Schwanzes weißlich.